# 블라디미르 유민
블라디미르 세르게예비치 유민(러시아어: Влади́мир Серге́евич Ю́мин, 1951년 12월 18일~2016년 3월 4일)은 소련과 러시아의 레슬링 선수, 지도자이다. 1976년 하계 올림픽 자유형 밴텀급에서 금메달을 획득했고 세계 선수권 대회에서 금메달 4개, 은메달 1개, 동메달 1개, 유럽 선수권 대회에서 금메달 3개를 획득했다.
현역 은퇴 후 튀르키예 레슬링 대표팀 코치를 맡는 등 지도자 생활을 했으며 2016년 카스피스크에서 심근 경색으로 세상을 떠났다.